# Biobío régió
Biobío régió (spanyolul: Región del Biobío vagy VIII. Región del Biobío) egyike Chile 16 közigazgatási régiójának. A chilei statisztikai hivatal becslése szerint lakosainak száma 2015-ben 2 114 286 fő volt, ezzel az ország második legnépesebb régiója volt. Mivel 2018-ban kivált belőle egy új régió, Ñuble, így területe és népessége is lecsökkent.

## Tartományok
A Biobío régióhoz tartozó tartományok a következők:
| Tartomány            | Község                 |  |
| -------------------- | ---------------------- |  |
| Arauco tartomány     | 1 Arauco               |  |
| Arauco tartomány     | 2 Cañete               |  |
| Arauco tartomány     | 3 Contulmo             |  |
| Arauco tartomány     | 4 Curanilahue          |  |
| Arauco tartomány     | 5 Lebu                 |  |
| Arauco tartomány     | 6 Los Álamos           |  |
| Arauco tartomány     | 7 Tirúa                |  |
| Biobío tartomány     | 8 Alto Biobío          |  |
| Biobío tartomány     | 9 Antuco               |  |
| Biobío tartomány     | 10 Cabrero             |  |
| Biobío tartomány     | 11 Laja                |  |
| Biobío tartomány     | 12 Los Ángeles         |  |
| Biobío tartomány     | 13 Mulchén             |  |
| Biobío tartomány     | 14 Nacimiento          |  |
| Biobío tartomány     | 15 Negrete             |  |
| Biobío tartomány     | 16 Quilaco             |  |
| Biobío tartomány     | 17 Quilleco            |  |
| Biobío tartomány     | 18 San Rosendo         |  |
| Biobío tartomány     | 19 Santa Bárbara       |  |
| Biobío tartomány     | 20 Tucapel             |  |
| Biobío tartomány     | 21 Yumbel              |  |
| Concepción tartomány | 22 Chiguayante         |  |
| Concepción tartomány | 23 Concepción          |  |
| Concepción tartomány | 24 Coronel             |  |
| Concepción tartomány | 25 Florida             |  |
| Concepción tartomány | 26 Hualpén             |  |
| Concepción tartomány | 27 Hualqui             |  |
| Concepción tartomány | 28 Lota                |  |
| Concepción tartomány | 29 Penco               |  |
| Concepción tartomány | 30 San Pedro de la Paz |  |
| Concepción tartomány | 31 Santa Juana         |  |
| Concepción tartomány | 32 Talcahuano          |  |
| Concepción tartomány | 33 Tomé                |  |